# Паутовка (Омская область)
Пауто́вка — село в Нижнеомском районе Омской области. Административный центр Паутовского сельского поселения.

## История
Основано в 1911 году. В 1928 году посёлок состоял из 25 хозяйств, основное население — украинцы. В административном отношении находился в составе Соснинского сельсовета Иконниковского района Омского округа Сибирского края.

## Население
| 2010 |
| ---- |
| 521  |

## Улицы
| - ул. 30 лет Победы, - ул. Зелёная, - ул. Интернациональная, - ул. Луговая, | - ул. Новая, - ул. Октябрьская, - ул. Первомайская, - ул. Пролетарская, | - ул. Свободы, - ул. Советская, - ул. Степная, - ул. Транспортная. |